# Фархи, Эстори
Эстори бен-Моисей Фархи (или Пархи, ивр. הפרחי אישתורי בן משה‎; также Эстори (Иштори) ха-Фархи лат. Ishtori haFarhi; род. во Флоренце (Испания) ок. 1282, ум. в Палестине ок. 1387) — известнейший палестиновед и выдающийся талмудист, путешественник, переводчик, ришоним. Первым из еврейских палестиноведов лично исследовал Палестину. Автор капитального труда «Kaftor u-Ferach» (1322). Кроме топографии Палестины, посвятил много внимания нумизматике и другим вопросам палестинской археологии, еврейской хронологии и сектантству. Также переводчик с латинского.

## Биография и деятельность
Родился в испанском городе Florenza (Андалузия). Первоначальное образование Фархи получил у своего отца, раввина Моисея, толкования и галахи которого приводятся им в «Kaftor u-Ferach». Затем Фархи отвезли в Тронкетель (недалеко от Арля; ныне его район фр. Trinquetaille), где он занимался под руководством своего деда раввина Натана из Тронкетеля (фр. Nathan ben Meïr) и раввина Элиезера бен-Иосифа из Шинона (позже мученика, сожжённого за верность религии отцов во второй день Нового года (1321)). В 19 лет Фархи приехал в Монпелье, где занимался астрономией, медициной, латинским и арабским языками у своего родственника, раввина и декана медицинского факультета Якова бен-Махир (англ. Jacob ben Machir ibn Tibbon; Profatius Judaeus). Он изучал в это время произведения Галена, Гиппократа, Аристотеля и Птолемея.
Во время пребывания в Монпелье раввина Ашери, Фархи изучал под его руководством раввинскую литературу. После изгнания евреев из Монпелье в 1306 году Фархи поселился в Перпиньяне, где провёл семь лет в трудах над переводами разных книг с латинского на еврейский язык. В 1312 году оставил Францию и отправился в Палестину. Фархи занялся топографическим и археологическим исследованием Иерусалима и Палестины.
Спустя несколько лет Фархи приступил к составлению своего капитального труда «Kaftor u-Ferach», законченного им в 1322 году. После этого Фархи приехал в Иерусалим, чтобы передать рукопись сочинения раввину Баруху из Иерусалима для редактирования. Эта рукопись, с прибавлениями раввина Маттитии из Бейт-Шеана и раввина Баруха из Иерусалима, с введением и дополнениями самого автора, до нас не дошла. Только одна копия, сделанная с рукописи «Kaftor u-Ferach» до исправления её автором и вышеупомянутыми редакторами, сохранилась в библиотеке египетского нагида раввина Исаака Когена Шулала (Isaac Kohen Sholal). По этой рукописи сочинение Фархи было напечатано в Венеции в 1545—1548 годах раввином Меиром бен-Хаиим Пренцом (Meïr ben Jacob Frantz). Издатель в заглавии не упомянул имени автора, а только Исаака Когена, что привело к тому, что многие приписывали авторство последнему. Вторично оно было издано Цви-Гирш Эдельманом (изд-во англ. Hirsch Edelman) в Берлине (1852), без упоминания собственного имени автора; имя автора обозначено в заглавии лишь в последнем издании «Kaftor u-Ferach» Авраама Лунца в Иерусалиме (1897—1898).
Кроме того, Фархи принадлежат:
- «Targum Sefer Refuot» — перевод медицинского сочинения «De remediis» Арменгода Блэза[фр.] из Монпелье. Все последующие переводы этого сочинения основаны на переводе Фархи, так как латинский текст до нас не дошел;
- «Sefer ha-Kabusim» — перевод с латинского сборника трактатов и глосс по медицине, составленного, по-видимому, раввином Илией бен-Иуда (в неполном виде имеется в Казанатском собрании в Риме);
- «Маамар бе-биур даат» — трактат о разъяснении мнения ибн-Сины в его «Каноне» об обитателях экватора;
- «Batte ha-Nefesch» — дидактического характера;
- «Шошанат ха-мелех» — о науке в Талмуде;
- «Шаар ха-шамаим» — собрание глосс и новелл к Талмуду.